# باراشوت (كولورادو)
باراشوت (بالإنجليزية: Parachute, Colorado)‏ هي بلدة تقع في مقاطعة غارفيلد، كولورادو بولاية كولورادو في الولايات المتحدة. تبلغ مساحتها 3.2 (كم²)، وترتفع عن سطح البحر 1552 م، بلغ عدد سكانها 1290 نسمة في عام 2008 حسب إحصاء مكتب تعداد الولايات المتحدة وتصل الكثافة السكانية فيها 314.4 نسمة/كم2.

## وصلات خارجية
- Town of Parachute
- The US50 - Cities and Towns in Colorado State
- Colorado Cities and Towns, Facts, Map, Flag, Colleges, Government, and More